# Stratiomys japonica
Stratiomys japonica är en tvåvingeart som beskrevs av Wulp 1885. Stratiomys japonica ingår i släktet Stratiomys och familjen vapenflugor. Inga underarter finns listade i Catalogue of Life.